# Zářnoočko tanganické
Zářnoočko tanganické (Lamprichthys tanganicanus), též štikoun tanganický, je drobná rybka z čeledi živorodkovití. Rybu poprvé popsal v roce 1911 britský ichtyolog Charles Tate Regan (1. únor 1878 – 12. leden 1943).

## Popis
Základní barva je stříbrná, samci oproti samičkám mají na šupinách zářivě modré skvrny. Samci dorůstají 15 cm, samice jsou menší, 8–10 cm.

## Biotop
Ryba pochází z Afriky. V přírodě jde o plachou rybu, která žije podél skalnatých pobřeží jezer Tanganika, Lukuga, v odtoku z jezera Tanganika do Konga. Uměle byla přenesen do jezera Kivu. Ryba byla nalezena také v brakických vodách. Jedná se o největšího halančíka Afriky.

## Chov v akváriu
- Chov ryby: Chov ryb v akváriích je poměrně ojedinělý. Je vhodná jednodruhová nádrž, dostatečně veliká o dálce min. 150 cm. Dominantní samec má sklon likvidovat slabší konkurenty. Doporučuje se 1 samec na 3 samice. V hejnu min. 8 ks. Převaha samců nad samicemi vede k jejich smrti. Ryba je citlivá na kvalitu vody.[4][8]
- Teplota vody: 23–25 °C[4]
- Kyselost vody: 8–8,5 pH[4]
- Tvrdost vody: 12–16 °dGH[4]
- Krmení: Ryba patří mezi všežravé druhy. Krmí se živou potravou, vločkovým krmivem.[4]
- Rozmnožování: Samice lepí jikry do skalních štěrbin, mezi kameny, kořeny, do skulin mezi filtr a sklo. V akváriu je odchov vzácný.[4]